# Blanka Marie ze Sinzendorfu
Blanka Marie ze Sinzendorf-Neuburgu, uváděná někdy také jako Blanka Marie II. (italsky Bianca Maria di Caravaggio, německy Bianca Maria von Sinzendorf-Neuburg, 13. listopadu 1717, Milán – 1783 tamtéž) byla rakousko-italská šlechtična po otci z rodu Sinzendorfu, po matce markýza Sforzová z Caravaggia.

## Život
Narodila se jako jediná dcera rakouského hraběte Jana Viléma Edmunda ze Sinzendorfu a jeho manželky, markýzy z Caravaggia Blanky Marie Sforzové. 
Matka zemřela při porodu a Blanka Marie (která přijala její jméno) tak od narození měla pod poručnictvím svého otce titul markýzy z Caravaggia, a to až do svého sňatku v roce 1736. Z otcovy strany byla neteří hraběte Filipa Ludvíka Václava ze Sinzendorfu, císařského kancléře a významného diplomata své doby. Jejím strýcem byl také kardinál Filip Ludvík ze Sinzendorfu.
Její titul po sňatku v roce 1736 připojil ke svému jménu její manžel Filip Dominik Doria Pamphilj, který se stal ex uxor markýzem z Caravaggia.
Blanka Marie ze Sinzendorfu zemřela v Miláně v roce 1783 a byla pohřbena v rodinném mauzoleu v kostele svatých Ferma a Rustica v Caravaggiu.

### Manželství a potomstvo
V roce 1736 se v Miláně provdala za Filipa Dominika markýze Doriu Landi Pamphilj. Z jejich maneželství se narodilo několik dětí, jež přijaly příjmení Doria Sforza Visconti:
- František Maria (1738-1771), se v roce 1758 oženil se Marií Giovannou Doriovou z Carretta, princeznou z Avelly (1743-1832)
  - Blanka Marie (1763-1829), princezna z Avella, se v roce 1781 provdala za Fabrizia Colonnu z Paliana (1761-1813)
  - Tereza (1765-1814), provdaná 8. září 1784 za Marcantonia IV. Doria (1765-1837), prince z Angri
- Livia (1743-1803), se 28. října 1760 provdala za Maxmiliána VI. Josefa ze Stampy, markýze ze Soncina (1740-1818)
- Eleonora (1746-1819), provdaná 16. října 1753 za Antonia Villani Crivelliho, markýze ze San Raffaele (1743-1823)
- Giuseppa (zemřela mladá)